# Szajk
Szajk – wieś i gmina w południowej części Węgier, w pobliżu miasta Mohacz (węg. Mohács).
Miejscowość leży na obszarze Wielkiej Niziny Węgierskiej, w pobliżu granicy serbskiej. Administracyjnie należy do powiatu Mohács, wchodzącego w skład komitatu Baranya.
W skład gminy Szajk wchodzi wieś Szajk – stanowiąca główne skupisko osadnicze oraz pewna liczba nienazwanych przysiółków i pojedynczych domów.